# Papež Pij III.
Papež Pij III. (rojen kot Francesco Tedeschini oziroma Todeschini; uporabljal tudi priimek Tedeschini-Piccolomini), italijanski rimskokatoliški duhovnik, kardinal in papež, * 29. maj 1439,  Sarteano (Siena, Sienska republika danes: Italija); † 18. oktober 1503, Rim (Papeška država danes: Italija).
Papež je bil le 10 dni v letu 1503.

## Življenjepis

### Mladost
Francesco Tedeschini je bil sin sestre Pija III.. Rodil se je 29. maja 1439 v Sarteanu pri Sieni, Sienska republika, danes: Italija; 
oče je bil obubožani plemič iz Borga Nanno Tedeschini (ali: Todeschini), mati pa Ladomia Piccolomini, sestra papeža Pija II.  
Mladost je preživljal v skromnih okoliščinah; zato ga je stric kot dvajsetletnika povabil k sebi, ga posvojil in mu dovolil uporabo svojega priimka in grba; poskrbel pa je tudi za njegovo šolanje na znameniti univerzi v Perugii, kjer je vpisal cerkveno in civilno pravo, kar mu je omogočilo sijajno prihodnost. 

### Cerkvena kariera
Kakor hitro je doktoriral kot pravnik, ga je njegov stric Pij II. imenoval 5. marca 1460 za kardinala-diakona pri San Eustachio, rimskega podtajnika, opata pri Santa Maria d'Acqualunga kakor tudi za sienskega nadškofa. 

Naslednji mesec ga je papež poslal kot odposlanca v Ankonsko marko skupaj z izkušenim svetovalcem marsiškim škofom Molinom . 
»Edina omejevalna stvar je bila pri njem njegova mladost; glede opravljanja svojega poslanstva in poznejšega vedenja v kuriji je dokazal, da je človek neoporečnega značaja in mnogostranskih sposobnosti.«  Pavel II. ga je poslal kot odposlanca v Nemčijo, kjer se je odlikoval po izrednih uspehih, saj mu je znanje nemščine, ki si ga je pridobil v stričevi hiši, zagotavljalo veliko prednost. Bil je tudi nuncij na francoskem dvoru pri Karlu VIII., s katerim je Cerkev pozneja imela hude težave.  Za časa vladanja Siksta IV. in Aleksandra VI., ki mu nista bila ravno naklonjena, se je držal proč od Rima, kolikor mu je bilo to mogoče. 

[[Sigismondo de Conti]|De Conti], ki ga je dobro poznal, poroča, da "je bil vsak trenutek zaposlen; za učenje je uporabil čas pred zarjo; svoja jutra je preživljal v molitvi, opoldanske ure pa v sprejemih, do katerih so imeli dostop tudi ljudje najbolj revnega stanu. Bil je tako zmeren v jedi in pijači, da si je privoščil večerjo le vsakega drugega dneva." 

To je bil torej tisti odlični poštenjak, ki mu protestantovski zgodovinar Gregorovius v svojem delu Lucrezia Borgia podtika brez najmanjše sence dokaza ducat otrok; to kleveto sta ponavljala za njim Brosch   in Creighton.  
Kot kardinal je začel urejati Siensko knjižnico, ki jo je obogatil z mnogimi antičnimi rokopisi, kakor tudi antičnimi kipi. Kot velik humanist je tudi sam prebiral zlasti klasične pisatelje in pesnike. Sobane knjižnice je dal poslikati s freskami renesančnemu slikarju Pinturicchiju; naročil je tudi Michelangelu izdelavo dvanajstih kipov za oltar sienske stolnice, kjer obstaja tudi Pinturicchijeva freska, ki prikazuje njegovo kronanje. 
Kot kardinal je imel Frančišek glavni delež pri pripravi prenovitvene bule, ki jo je nameraval izdati po umoru svojega najljubšege sina Giovannija  Aleksander VI.. Kardinalom je prepovedovala sodelovanje pri igrah in turnirjih, lovu in neprimernih gledaliških predstavah; omejevala je razkošno življenje prelatov, ki se je vzorovalo po knežjih dvorih, kakor tudi ne več kot 6000 dukatov letnega dohodka od nadarbin. Kmalu pa se je Aleksander zopet vrnil k prejšnjemu življenju in bula je ostala mrtva črka na papirju, ter ni ugledala belega dneva. 

## Papež
Po smrti papeža Aleksandra je v Rimu zavladalo veselje, saj je bilo obdobje vladanja njega in njegovega sorodstva z odločno roko eno od najbolj žalostnih obdobij v cerkveni zgodovini zaradi simonije in razbohotenega nepotizma; čuvši to novico, so v Rim pohiteli Orsinijevi in Colonnovi v upanju, da bodo zopet zasedli mesto, ki jim je pripadalo pred prihodom španskih papežev. Poskusili so tudi zanetiti nemire, vendar brez večjega uspeha. Papežev sin Cesare je še ležal v postelji za isto pogubno mrzlično vročino, ki je vrgla v grob njegovega očeta; hotel se je baje polastiti cerkvenega zaklada, ki je vseboval dve škatli zlatnikov in nekaj dragocenosti. Njegovih 18.000 vojakov je imelo nadzor nad razmerami, zlasti v Vatikanu, kjer je upal, da bo lahko vplival na volitve novega papeža. Kardinalski zbor se je bal, da bi lahko prav on poskušal državni udar; zato so takoj sklenili z njim sporazum, ki mu je zagotavljal trodnevno varno potovanje po Papeški državi, ohranitev romanjskih posesti ter naslova cerkvenega župana . 
38 škrlatnikov – od katerih jih je Aleksander imenoval kar 31 – se je moglo zbrati šele 17 dni po papeževi smrti, dne 4. septembra 1503. 16. septembra so vstopili v konklave. Glasovi so bili enakomerno porazdeljeni med dvema kandidatoma: enega je podpirala španska, drugega pa francoska skupina; italijansko skupino, ki pa ni imela nikakršnega upanja na uspeh, je vodil Rovere, ki je končno predložil sporazumnega prehodnega kandidata; predlog so sprejeli in so 22. septembra izvolili starega in bolehnega Frančiška per acclamationem  za Aleksandrovega naslednika. Francesco Tedeschini-Piccolomini, nečak Pija II., si je iz hvaležnosti do svojega strica privzel ime Pij III.. Le-ta je bil po življenju že kot kardinal neoporečen, preprost in resničen zagovornik cerkvene obnove; zgodovinarji pripominjajo, da so se te volitve izvajale brez kakršnekoli simonije, kar je bilo nekaj posebnega za renesančno obdobje. Ker je bil samo diakon, je prejel 30. septembra duhovniško posvečenje, 1. oktobra pa škofovstvo. 
Ustoličil in kronal ga je v baziliki sv. Petra 8. oktobra kardinal Raffaele Riario della Rovere. Kardinal Giuliano della Rovere je hotel preprečiti Cezarjevo vrnitev v večno mesto, vendar ga je papež - ki mu je odobril vse prejšnje položaje - zavrnil:
“Španski kardinali so posredovali zanj, češ da je neozdravljivo bolan in da želi tukaj izdihniti; te milosti mu nisem mogel odreči.”
Cezar pa je popolnoma okreval in ko se je vrnil v Rim, se je polastil Angelskega gradu; to je vznemirilo Orsinijevce in Kolonovce, ki so zahtevali od papeža, naj ga da zapreti; on pa je tudi ta predlog blago zavrnil: 
„Moja dolžnost je biti usmiljen z vsemi” – in je prepovedal kakršenkoli ukrep zoper »ljubega sina Cezara Borgia di Francia, vojvoda Romanje in Valenze,«, vendar je tiho dodal: »vidim pa, da bo slabo končal pred Božjo sodbo«. Ko je papež 13. oktobra padel v posteljo po hudem napadu putike, so nasprotniki z neuspelim državnim udarom poskušali odstraniti Cezarja. 

### Dela
Bil je oster nasprotnik nepotizma, simonije in drugih zlorab, ki so obvladovale pontifikat njegovega predhodnika, pa tudi skoraj vseh renesančnih papežev. Edini od kardinalov si je to svoje nestrinjanje z nepotizmom upal v obraz povedati svojemu predhodniku. Načrtoval je prenovo Cerkve, sklic koncila, mir med krščanskimi narodi ter podvzem križarske vojne zoper muslimanske Turke, vendar mu je velikopotezne načrte prekrižala smrt.  

## Smrt in spomin
V prvih dneh papeževanja so se že pokazala prva nasprotovanja približevanju Franciji in sorodnikom. V konzistoriju 11. oktobra 1503 je Pij predložil škrlat za škofa François-Guillaume Castelnau de Clermont-Lodève-ja iz Narbone in nečaka Georges-a d'Amboise, sienskega nadškofa, čemur so kardinali oporekali. Razprava se je vedno bolj razvnemala ter se zavlekla vse do enajstih zvečer, brez odmora in možnosti za okrepčilo, kar je popolnoma izčrpalo že tako bolnega pontifika. Putika mu je povzročila globoko ulje na nogi; stanje se je hitro slabšalo, ker je bilo zadnje dni zdravljenje zanemarjeno.
 
Papežu se je vročina zvišala in 15 zdravnikov mu je zaman skušalo rešiti življenje, tako da je umrl 18. oktobra. Zlobni jeziki so šušljali, a sodobniki zabeležili, da ga je umoril strup, s katerim mu je nazdravil sienski vojvoda Petrucci, katerega so Pikolominijevi imeli za samodržca in nasilneža (uzurpatorja in tirana) njihovega rojstnega mesta; večina zgodovinarjev pa danes meni, da je smrt bila posledica hude bolezni in izčrpanosti.  
Umrl je torej v sluhu svetosti po komaj 26 dneh papeževanja v Rimu. Pij je bil že dolgo bolan in je večkrat trpel za napadi protina  Bzovius (Bzowski) meni, »da Bog ni hotel takega poštenjaka za poglavarja takratnemu pokvarjenemu krščanstvu«. 
Najprej so ga pokopali v stari Sv. Petru v Vatikanu, v kapeli sv. Andreja. V Vatikanskih jamah ima tudi danes spomenik; pod Pavlom V. (1614) pa so njegove ostanke prenesli v cerkev Sant'Andrea della Valle, kjer so jih položili poleg ostankov njegovega strica, Pija II. in jih še danes vidimo v zidu na levi strani prezbiterija. 

### Ocena
Kljub temu, da je njegovo izvolitev cenil Rim in cela Italija, je zaradi kratkosti svojega pontifikata njegov spomin kmalu zatonil v pozabo, tudi po krivdi skromnih letopisnih zabeležk. Moroni  je prvi poudarja njegovo »gorečnost« in »neomadeževan značaj«.  To je prispevalo k njegovemu ponovnemu ovrednotenju, takorekoč rehabilitaciji, k čemur so pripomogli zlasti njegovi učeni sienski rojaki. Na široko so začeli raziskovati vire o domačih pričevanjih, kot so rokopisi Tizija  in dokumenti Sienskega državnega arhiva (Archivio di Stato di Siena). Ta odkritja zavračajo podtikanja iz 19. protiklerikalnega stoletja, ko so pripisovali pontifiku enega  ali več otrok . 
Odkrili so celo presenetljivo vrsto sodobnikov, ki so pričevali o njegovem mrtvičenju pri mizi, željo po izogibanju nepotizmu, uslužnost do duhovščine in vernikov ter zlasti vnemo za študij, kateremu je vedno posvečal jutranje ure. Poudarili so tudi njegovo posredniško in mecensko vlogo, ki se je začela skupaj s škrlatništvom, zlasi pa njegovo pridobivanje Colonnove kipovne zbirke. Zvedeli so tudi, (A.A. Strnad), da je pomagal obnoviti baziliko  San Saba v Rimu. Velik del podporništva oziroma mecenstva je namenil Toskani: rodbinska palača in stolnica (oltar Piccolomini, ki ga je naročil Andreju Bregnu 1481; kipi za stolniški oltar, ki jih je naročil Michelangelu 1501 v Sieni, samostan S. Francesco v Pienzi, ki se ga je spomnil v oporoki. Dal je postaviti tudi veličasten nagrobni spomenik svojemu stricu Piju II.; ohranil je veliko dragocenih rokopisov, ki so pripadali njegovemu stricu papežu, veliko jih je pa nabral po Evropi tudi kot papeški odposlanec pri različnih vladarjih. Najnovejša dognanja kažejo na to, da ga smemo kjub (pre)kratkemu pontifikatu šteti med velike in svetle like renesančnega papeštva in da ne drži zbadljivka neznanega sodobnika na njegov račun, ki pravi:
| Epigram                                                                              | Zbadljivka |
| ------------------------------------------------------------------------------------ | --- |
| "Vixit Alexander crudelis multos ad annos; At Pius ad nullos. Quid iuvat esse pium?" | »Živel je nasilni Aleksander (kot papež) skozi mnogo let; Pij pa nič. Kaj mu je koristilo, da je bil pobožen?« |

Tako so enostransko in krivično presojali Pija III., češ da kot prehodni papež pač ni vreden spomina; kljub kratkemu papeževanju je vendarle vreden spomina: »krepostno prizadevanje namreč obrodi sijajen sad in korenina modrosti nikoli ne usahne.«  
Malahijeva prerokba pravi o njem: »De parvo homine«  Nanaša se na njegov priimek »Piccolomini« – »piccolo uomo« = »majhen človek«. 